# Capo Cozzo
Punta Capo Cozzo è un promontorio di costituzione granitica che divide una lunga spiaggia sabbiosa da una rocciosa poco balneabile nel comune di Zambrone in provincia di Vibo Valentia.
Noto come punto di riferimento nautico importante, assieme a quello di Capo Vaticano nel comune di Ricadi fa parte del litorale denominato Costa degli Dei o Costa Bella. Capo Cozzo è anche conosciuto come Scoglio del Leone per la particolare somiglianza ad uno scoglio a forma di leone sdraiato.

## Archeologia
Il promontorio è noto per lo scavo archeologico di un insediamento dell'Età del Bronzo del II millennio a.C. che vi si è svolto dal 2011 al 2013, realizzato in collaborazione tra le Università di Napoli e di Salisburgo e l'Istituto di Archeologia Orientale ed Europea dell'Accademia Austriaca delle Scienze sotto la direzione di Reinhard Jung e Marco Pacciarelli. Nel contesto archeologico del periodo intorno al 1200 a.C. sono stati rinvenuti vasellame e gioielli micenei e una statuetta d'avorio neopalaziale minoica risalente al XVII-XV secolo a.C. Mentre il vasellame italo-miceneo, cioè il vasellame di tipo miceneo prodotto in Italia, non è stato quasi mai rinvenuto.
Nell'Età del Bronzo, l'accesso terrestre alla Punta di Zambrone era protetto da un fossato di fortificazione lungo circa ottanta metri e largo 4-5 metri. Ciò indica un ruolo importante come porto marittimo, forse una base commerciale per i Micenei.  A sud del promontorio si trovava una baia, oggi insabbiata, che poteva servire come porto. L'insediamento dell'Età del Bronzo è datato tra il XVII e il XII secolo a.C., ma si trovano tracce di insediamento già a partire dal XXI secolo a.C..

## Riferimenti nella cultura di massa
La Punta di Capo Cozzo è citata in una canzone del noto gruppo degli Squallor: all'inizio di E 'a murì Carmela, Storia d'amore e di recchia (album Manzo), la voce informa della spegnitura del faro di Capo Cozzo.